# Martha Hackett
Martha Hackett (* 21. Februar 1961 in Boston, Massachusetts) ist eine US-amerikanische Schauspielerin. Bekannt wurde Hackett durch die Rolle Seska in Star Trek: Raumschiff Voyager. Sie war mit dem Drehbuchautor Tim Disney verheiratet, aus der Ehe gingen zwei Kinder hervor.

## Filmografie (Auswahl)
- 1986: Polizeirevier Hill Street (Hill Street Blues, Fernsehserie, Folgen 7x02–7x03)
- 1987: Raumschiff Enterprise: Das nächste Jahrhundert (Star Trek: The Next Generation, Fernsehserie, Folge 1x10)
- 1991: Codename Black Angel (Flight of Black Angel, Fernsehfilm)
- 1993: Carnosaurus (Carnosaur)
- 1994: Leprechaun II – Der Killerkobold kehrt zurück (Leprechaun 2)
- 1994: Star Trek: Deep Space Nine (Fernsehserie, Folgen 3x01–3x02)
- 1994: In the Heat of Passion 2: Unfaithful
- 1995: China Moon
- 1995–2001: Star Trek: Raumschiff Voyager (Star Trek: Voyager, Fernsehserie, 13 Folgen)
- 1998: Schwanger macht glücklich (Inconceivable)
- 1999: Ungeküsst (Never Been Kissed)
- 2000: Blessed Art Thou
- 2003: The Lone Ranger (Fernsehfilm)
- 2005: Kiss Kiss, Bang Bang
- 2007: Dexter (Fernsehserie, Folge 2x03)
- 2009: Navy CIS (NCIS, Fernsehserie, Folge 6x12)
- 2009–2010: I <3 Vampires (Webserie, 6 Folgen)
- 2012: Last Resort (Fernsehserie, Folge 1x07)
- 2012: Masters of Sex (Fernsehserie, Folge 1x04)
- 2014: Die Coopers – Schlimmer geht immer (Alexander and the Terrible, Horrible, No Good, Very Bad Day)